# Jonathan Hansen
Jonathan Hansen (Sunchales, Provincia de Santa Fe, Argentina, 10 de septiembre de 1988) es un futbolista argentino. Juega como delantero y su equipo actual es Pitbulls Santa Bárbara de la Segunda División de Costa Rica.

## Trayectoria
Registró inferiores en Rosario Central, antes de pasar a Quilmes Atlético Club.

### Quilmes
Fue jugador de las divisiones inferiores de Quilmes Atlético Club. Debutó en 2007 a los 18 años y descendió de categoría. En la Primera B tampoco tuvo muchas oportunidades. Jugó al lado del uruguayo Álvaro Pereira.

### Imbabura Sporting Club
Luego de quedar como jugador libre, a mediados del 2011 llegó como refuerzo de Imbabura de la Primera División de Ecuador. En su primer semestre dejó una gran impresión, anotando 7 goles. SIn embargo, no pudo evitar el descenso del club.

### Real España
A inicios del 2012 fue anunciado como refuerzo del Real España uno de los clubes más grandes de Honduras, firmó por una temporada. Luego de su gran año, renueva por un año más. A mitad del 2013 Hansen pidió rescindir contrato tras no tener la continuidad como en el primer año.

### Deportivo Suchitepéquez
Luego de quedar como jugador libre firmó contrato por un año con Suchitepéquez. En el Suchitepéquez de Guatemala anotó 26 goles en los seis meses que estuvo en dicha institución; marcó quince goles en partidos amistosos y 11 en partidos oficiales, lo cual le permitió ser el máximo goleador argentino en la historia de este club.

### Deportivo Quito
A inicios de 2014 se anuncia que Deportivo Quito compró sus derechos deportivos por 2 años, con la AKD tendrá que afrontar el Campeonato Ecuatoriano de Fútbol 2014 y la Copa Libertadores 2014, torneo en el cual pudo jugar los dos partidos contra Botafogo de Brasil. Jugó con su compatriota Martín Bonjour en Ecuador.

### Herediano
A inicios del 2015 llegó al Club Sport Herediano uno de los clubes más importantes de Costa Rica, rápidamente se ganó el cariño de la gente mediante goles. A final de año extendió su contrato por 2 años más.

### Alebrijes de Oaxaca
A mediados del 2017 fue enviado préstamo al Alebrijes de Oaxaca, estuvo solo 6 meses, en 11 partidos y anotó solo un gol. En México le pusieron el apodo de Vikingo.

### Deportivo Municipal de Guatemala
En mayo del 2018 es oficializado como nuevo refuerzo del Club Social y Deportivo Municipal, uno de los clubes más importantes de Guatemala, siendo esta su segunda vez en el club. Su contrato fue por un año.

### Club Alianza Universidad de Huánuco
En julio del 2019 fichó por Alianza Universidad de Huánuco para jugar la Liga1 (Perú). Nunca pudo consolidarse como titular y tuvo un paso por el club de manera intrascendente.

### Municipal Santa Ana
Desde el año 2023 juega en el Municipal Santa Ana es un equipo de fútbol de Costa Rica que juega en la Segunda División de Costa Rica, la segunda categoría de fútbol en el país. (2023-Act.)

## Clubes
| Club                               | País       | Año           | Partidos | Goles |
| ---------------------------------- | ---------- | ------------- | -------- | ----- |
| Quilmes                            | Argentina  | 2007          | 6        | 1     |
| El Porvenir                        | Argentina  | 2008          | 20       | 11    |
| Acassuso                           | Argentina  | 2009 - 2011   | 79       | 8     |
| Imbabura                           | Ecuador    | 2011          | 21       | 7     |
| Real España                        | Honduras   | 2012 - 2013   | 48       | 18    |
| Suchitepéquez                      | Guatemala  | 2013          | 24       | 11    |
| Deportivo Quito                    | Ecuador    | 2014          | 33       | 2     |
| Herediano                          | Costa Rica | 2015 - 2017   | 81       | 30    |
| Alebrijes de Oaxaca                | México     | 2017          | 14       | 1     |
| Herediano                          | Costa Rica | 2017 - 2018   | 24       | 3     |
| Municipal                          | Guatemala  | 2018          | 38       | 9     |
| Alianza Universidad                | Perú       | 2019          | 10       | 1     |
| Cartaginés                         | Costa Rica | 2020          | 21       | 0     |
| Sporting San José                  | Costa Rica | 2021          | 18       | 2     |
| Asociación Deportiva Barrio México | Costa Rica | 2021 - 2022   | 32       | 10    |
| San José F.C.                      | Costa Rica | 2022 - 2023   | -        | -     |
| Municipal Santa Ana                | Costa Rica | 2023 - 2024   | 47       | 10    |
| Uruguay de Coronado                | Costa Rica | 2025 - actual | -        | -     |

## Palmarés

### Campeonatos nacionales
| Título           | Club                 | Año         |
| ---------------- | -------------------- | ----------- |
| Primera División | Club Sport Herediano | Verano 2015 |
| Primera División | Club Sport Herediano | Verano 2016 |
| Segunda División | Municipal Santa Ana  | 2023-2024   |